# Pycnophyes beaufortensis
Pycnophyes beaufortensis är en djurart som tillhör fylumet pansarmaskar, och som beskrevs av Higgins 1964. Pycnophyes beaufortensis ingår i släktet Pycnophyes och familjen Pycnophyidae.
Artens utbredningsområde är Beauforthavet. Inga underarter finns listade i Catalogue of Life.